# توماس أ. شوارتز
توماس أ. شوارتز (بالإنجليزية: Thomas A. Schwartz)‏ هو عسكري أمريكي، ولد في 7 مارس 1945 في سانت بول في الولايات المتحدة.